# Liberty Street (Manhattan)
Liberty Street es una calle del Bajo Manhattan, que se extiende de este a oeste hacia el East River, en Nueva York. A lo largo de su extensión, limita con lugares como el 28 Liberty Street, el Edificio del Banco de la Reserva Federal de Nueva York, la Torre Liberty, el edificio de la Cámara de Comercio en el 140 Broadway, One Liberty Plaza, Liberty Plaza Park, el World Trade Center, el complejo de Brookfield Place, Gateway Plaza, Liberty Park y el puerto deportivo de North Cove. 
El parque de bomberos nº10 del Departamento de Bomberos de la Ciudad de Nueva York, conocido como Ten House, se encuentra en el 124 de Liberty Street, justo enfrente del World Trade Center. Fue uno de los primeros cuerpos en llegar a las Torres Gemelas tras producirse el choque en la Torre Norte del vuelo 11 de American Airlines que pilotaba Mohammed Atta.

## Historia
Antes de la Revolución Americana, Liberty Street era conocida como Crown Street, que comprendía la actual Liberty Street y la actual Maiden Lane entre las calles Liberty y Pearl. El nombre se cambió al actual en 1793, y la parte al este del cruce se añadió a Maiden Lane.
Entre la década de 1860 y la de 1960, el ferry principal de la Central Railroad of New Jersey iba desde el pie de la calle del río Hudson hasta la terminal de Communipaw en Jersey City (Nueva Jersey).
A finales de la década de 1960, todos los edificios que recorrían el lado norte de la calle, desde Church Street hasta West Street, fueron demolidos para dar paso al World Trade Center.
La parte occidental de la calle resultó muy dañada por los atentados del 11 de septiembre. Esta sección de la calle, adyacente a la Torre Sur del World Trade Center, quedó aplastada por los escombros y cubierta de polvo y humo cuando el edificio se derrumbó a las 9:59 horas de la mañana de aquel martes. El Edificio Deutsche Bank en el 130 de la calle sufrió graves daños y fue posteriormente demolido. Otros edificios de la calle también fueron devastados por los acontecimientos. El Burger King de la esquina se utilizó como sede temporal de la Departamento de Policía de Nueva York en los días posteriores a los atentados. Desde entonces, el emplazamiento del World Trade Center ha sido reconstruido como el nuevo World Trade Center.